# Arhiepiscopia de Ohrida
Arhiepiscopia de Ohrida, numită inițial Arhiepiscopia Iustinianei Prima și a întregii Bulgarii, este numele Bisericii Ortodoxe Autocefale Bulgare subordonată Patriarhiei Ecumenice a Constantinopolului în ținuturile bulgare cucerite de Imperiul Bizantin în 1018. Această biserică este succesorul legal al Patriarhiei bulgare retrogradate.
Biserica a fost înființată imediat în anul cuceririi țărilor bulgare de către Bizanț printr-un decret imperial al împăratului Vasile al II-lea și a fost închisă necanonic cu iradierea sultanului în 1767 la insistențele Patriarhului fanariot grec al Constantinopolului Samuil Hațeri. Episcopia ecleziastică de la Ohrida este atașată celei a Patriarhiei Constantinopolului.
De la Unirea Florentină și până la începutul secolului al XVI-lea, odată cu ascensiunea Mănăstirii Curtea de Argeș, Mitropolia Ungrovlahiei și Mitropolia Moldovei se aflau în eparhia Arhiepiscopiei Ohridei. În practică, autoritatea spirituală a Ohridei asupra celor două eparhii nu a fost contestată până la începutul domniei fanariote.